# Montabot
Montabot település Franciaországban, Manche megyében. Lakosainak száma 272 fő (2022. január 1.). Montabot Beaucoudray, Gouvets, Margueray, Percy-en-Normandie és Tessy-Bocage községekkel határos.

## Népesség
A település népességének változása:
| Lakosok száma | 395  | 329  | 290  | 284  | 276  | 274  | 280  | 276  | 273  | 272  |
|               | 1968 | 1982 | 1990 | 2006 | 2013 | 2015 | 2017 | 2019 | 2020 | 2022 |